# Де Боде, София Николаевна
Софи́я (Со́фья) Никола́евна де Бо́де (27 февраля [11 марта] 1895, Симбирск — 31 марта [13 апреля] 1918, Кубанская область, Екатеринодар) — женщина-доброволец, прапорщик, с первых дней Октябрьского переворота приняла участие в вооружённой борьбе с большевиками — в Москве, затем на Дону, первопоходник.
Погибла в кавалерийской атаке генерала Эрдели при первом штурме Екатеринодара, в предместье Сады. По воспоминаниям добровольцев, в конной атаке под ней была убита лошадь, она смогла встать и побежала догонять атакующих, скакавших впереди, в этот момент она погибла, сражённая пулей. В августе 1918 года после занятия Екатеринодара Добровольческой армией останки её и некоторых других добровольцев были найдены и похоронены в Екатеринодаре. Место погребения неизвестно.

## Биография
Дочь барона Николая Андреевича де Боде, происходившего из обрусевших французов, участника русско-японской войны, командовавшего л-гв Санкт-Петербургским полком, 1 бригадой 3 гвардейской дивизии и 57 дивизией Русской армии во время Первой мировой войны. Выпускница Смольного института благородных девиц 1914 года. В 1917 году пошла на службу в женский батальон смерти, затем училась на офицерских курсах в Александровском училище. После окончания курсов произведена в чин прапорщика. Командовала отрядом юнкеров во время октябрьских боёв в Москве, была ранена в ногу у Никитских Ворот во время боёв с большевиками.
Участница Первого Кубанского (Ледяного) похода Добровольческой армии — «первопоходник». Служила ординарцем в коннице. Во время пребывания в станице Кагальницкой Л. Г. Корнилов лично приказал отдать под суд прапорщика, укравшего в одном из хозяйств петуха. Провинившимся оказалась Софья де Боде. Суд офицерской чести, приняв во внимание возраст и пол провинившегося, а также то, что похититель сам признался в содеянном, ограничился сутками ареста, хотя командующий требовал самого сурового наказания.
Софья запомнилась всем своей невероятной храбростью, талантом прирождённого кавалериста и безграничной жестокостью к большевикам. Один из современников писал: 

Очевидцы говорили мне, что нестерпимо жутко было видеть, как к толпе испуганных пленников подскакивала молодая девушка и, не слезая с коня, прицеливалась и на выбор убивала одного за другим. И самое страшное в эти минуты было её лицо: совершенно каменное, спокойное, с холодными грозными глазами— Амфитеатров-Кадашев В. Страницы из дневника.
Была убита в бою 31 марта (13 апреля) 1918 года во время атаки конной бригады генерала Эрдели при штурме Екатеринодара.
Упоминается в романе "Останний день" (2021) Андрея Васильева, автора цикла «Файролл».
Упоминается также в романе Дарьи Донцовой "Источник счастья", в 1 части.
Является одной из главных героинь в дилогии Олега Велесова "Гражданская рапсодия".

## Мемуарные свидетельства
Упоминается в ряде мемуаров: «Последние юнкера» русского публициста, писателя-эмигранта Виктора Ларионова, в воспоминаниях генерала Богаевского. Н. Н. Львов вспоминал о ней так: 

Я хорошо помню её. Молоденькая, красивая девушка с круглым лицом, с круглыми голубыми глазами в своём военном мундире прапорщика казалась нарядным и стройным мальчиком. Дочь русского генерала, воспитанная в военной среде, она не подделывалась под офицера, а усвоила себе все военные приёмы естественно, как если бы она была мужчиной. В круглой меховой шапке, надетой немного набекрень, в высоких лакированных сапогах и в хорошо сшитой военной поддёвке, она не могла не нравиться.— Львов Н. Свет во тьме.